# Ludovic Martin (cyclisme)
Pour les articles homonymes, voir Martin.
Ludovic Martin est un coureur cycliste français né le 17 mars 1976 à Mantes-la-Jolie.

## Biographie
Ludovic Martin commence le cyclisme à la Jeunesse sportive doloise, club de Dol-de-Bretagne,.

## Palmarès
- 1993
  - Tour du Morbihan Juniors
- 1994
  - Tour du Morbihan Juniors
- 1996
  - 2e du Circuit du Mené
  - 2e du Challenge Mayennais
- 1998
  - 2e de Paris-Mantes
  - 3e du championnat de France sur route espoirs
- 1999
  - Grand Prix de Peymeinade
  - 3e étape du Tour de la Creuse
  - 3e de Tarbes-Sauveterre
- 2000
  - 2e étape du Circuit Berrichon
  - 4e étape du Ruban granitier breton
  - Manche-Océan
  - 2e étape des Trois Jours de Cherbourg
  - 3e des Boucles guégonnaises
- 2006
  - Tour Nivernais Morvan :
    - Classement général
    - 2e étape

  - Tour du Gévaudan :
    - Classement général
    - 2e étape

  - 2e de l'Essor breton
  - 2e du Tour du Pays Roannais
  - 2e du Grand Prix de Fougères
  - 2e de la Polymultipliée lyonnaise
  - 3e du Prix de la Saint-Laurent

### Tour de France
1 participation
- 2004 : 119e

### Classements mondiaux
| Année           | 2005 | 2006 |
| --------------- | ---- | ---- |
| UCI Europe Tour | 562e | 791e |